# Haralds Vasiļjevs
Haralds Vasiļjevs (Riga, RSS de Letonia; 11 de febrero de 1952 – 23 de octubre de 2024) fue un jugador y entrenador letón de hockey sobre hielo que jugó en la posición de extremo.

## Carrera

### Jugador
Jugó toda su carrera con el Dinamo Riga de 1968 a 1983, donde salió campeón nacional en 1972/73.

### Entrenador
| Periodo   | Club             |
| --------- | ---------------- |
| 1985-1990 | RASMS Riga       |
| 1990-1994 | EHC Dortmund     |
| 1994-1998 | Krefeld Pinguine |
| 1999-2001 | Letonia          |
| 2001-2004 | Krefeld Pinguine |
| 2006-2009 | HK Riga 2000     |

## Logros

### Jugador
- Pervaya Liga (1): 1972/73

### Entrenador
- Clasificación en hockey sobre hielo en los Juegos Olímpicos de Salt Lake City 2002.[3]